# 弗拉格鎮區 (阿肯色州斯通縣)
弗拉格鎮區（英語：Flag Township）是位於美國阿肯色州斯通縣的一個行政鎮區。

## 地方資料
弗拉格鎮區的面積為52.08平方千米，當中陸地面積為51.97平方千米，而水域面積為0.11平方千米。根據2010年美國人口普查的數據，當地共有人口152人，而人口密度為每平方千米2.92人。